# 相棒シリーズ X DAY
『相棒シリーズ X DAY』（あいぼうシリーズ エックス デイ）は、2013年3月23日に全国東映系で公開された日本映画。通称『相棒XDAY』『XDAY』。

## 概要
『相棒』シリーズの劇場版としては『相棒 -劇場版II- 警視庁占拠! 特命係の一番長い夜』から2年3ヶ月ぶり、スピンオフシリーズとしては『相棒シリーズ 鑑識・米沢守の事件簿』以来約4年ぶりで4作目の映画作品。
“トリオ・ザ・捜一”のリーダー格・伊丹憲一役の川原和久と本作で登場する岩月彬役の田中圭のダブル主演で、川原は本作で映画初主演を務める。脚本は櫻井武晴、監督は橋本一が担当。またTVシリーズのメインキャストに加えて片山雛子役の木村佳乃と金子文郎役の宇津井健らシリーズからのゲスト、season10で『相棒』を卒業した右京の2代目相棒・神戸尊役の及川光博も出演する。また、season10の半ばで小料理屋『花の里』の女将を引き継いだ鈴木杏樹が演じる月本幸子は本作が初の映画シリーズの登場となり、以後の劇場版シリーズでも登場している。本作では伊丹と警視庁サイバー犯罪対策課専門捜査官である岩月彬の互いに性格や捜査の姿勢が正反対のコンビの捜査活動が描かれ、やがてその2人の捜査がある企業の秘密漏洩に行き着いていく。
時系列はseason10とseason11の間の2012年6月頃と位置づけられており、尊は警察庁の人間として登場する。公開前に放送されたseason11 15話『ビリー』と最終話『酒壺の蛇』は本作での出来事が後日談として触れられており、田中が演じる岩月彬が登場する。
キャッチコピーは、「今度の「相棒」は、何に挑むのか?」、「俺たちは、何と戦っているんだ?」、「その時、全てが終わる。」。
丸の内TOEI2他全国198スクリーンで公開され、2013年3月23、24日の初日2日間で興収2億1,123万4,500円、動員16万9,600人になり、映画観客動員ランキング（興行通信社調べ）で初登場第4位となった。

## ストーリー
東京明和銀行本店システム部員・中山の遺体が発見された。側には燃え残った数十枚の一万円の札束が落ちていた。現場に急行した伊丹らがそれに首をかしげていると、サイバー犯罪対策課の岩月が現れた。数日前、謎のデータがネット上にアップされ、その後削除されるという事件が発生、そのデータの発信元が中山のパソコンであることを突き止めたサイバー犯罪対策課は、不正アクセス容疑で中山をマークしていたという。畑違いの2人はお互いに対立しながら捜査を進める。
中山の上司だった朽木は2人の聞き取りに対し、中山がバラまいていた謎のデータは“単なるマニュアル”の一部だと答える。伊丹は同じデータを朽木に提出させるが、岩月が分析すると、謎のデータとは違うことが分かった。2人は朽木に不審を抱く。
一方、首相補佐官となっていた雛子は財務省の族議員の戸張から、サイバーテロから日本を守るための新たな法律の制定をもちかけられていた。戸張に不審を抱いた雛子は、特命係を離れ警察庁長官官房付になっていた神戸にあるデータを手渡す。神戸はそのデータの分析を、休暇でロンドンに滞在中の右京に依頼する。
対立しながらも捜査を進める伊丹と岩月は、やがて巨大な権力に捜査を阻まれ、岩月はデータに隠された恐ろしい真実を知ることになる。

## キャスト

### メインキャラクター
岩月彬
演 - 田中圭
警視庁サイバー犯罪対策課専門捜査官。
伊丹憲一
演 - 川原和久
警視庁捜査一課 巡査部長。三浦、芹沢ら“トリオ・ザ・捜一”リーダー格。
小田切亜紀
演 - 関めぐみ
警視庁サイバー犯罪対策課専門捜査官。
月本幸子
演 - 鈴木杏樹
小料理屋「花の里」女将。
三浦信輔
演 - 大谷亮介
警視庁捜査一課 巡査部長・“トリオ・ザ・捜一”の一人。
芹沢慶二
演 - 山中崇史
警視庁捜査一課 巡査・“トリオ・ザ・捜一”の一人。
角田六郎
演 - 山西惇
警視庁組織犯罪対策第5課長 警視。
米沢守
演 - 六角精児
警視庁鑑識課 巡査部長。
大木長十郎
演 - 志水正義
警視庁組織犯罪対策第5課 巡査部長。
小松真琴
演 - 久保田龍吉
警視庁組織犯罪対策第5課 巡査部長。
内村完爾
演 - 片桐竜次
警視庁刑事部長 警視長。
中園照生
演 - 小野了
警視庁刑事部参事官 警視正。
陣川公平
演 - 原田龍二
警視庁捜査一課経理担当 警部補。
大河内春樹
演 - 神保悟志
警視庁警務部人事第一課首席監察官 警視正。
片山雛子
演 - 木村佳乃
衆議院議員総理補佐官。
神戸尊
演 - 及川光博
警察庁長官官房付警視。
杉下右京
演 - 水谷豊
警視庁特命係係長 警部。
金子文郎
演 - 宇津井健
警察庁長官。

### ゲストキャラクター
麻生美奈
演 - 国仲涼子
東京明和銀行勤務。
戸張弘成
演 - 別所哲也
財務省族議員。
神林直樹
演 - 深水元基

中山雄吾
演 - 戸次重幸
東京明和銀行勤務。
九条弘毅
演 - 矢島健一
警視庁サイバー犯罪対策課長。
朽木貞義
演 - 田口トモロヲ
東京明和銀行勤務。
堤
演 - 川本淳市
捜査二課刑事。
渡辺
演 - 児島功一
八重洲署、最初に伊丹とコンビを組む刑事。
飯村
演 - 清水一彰
村岡証券、神林の元上司。

## スタッフ
- 監督 - 橋本一
- 脚本 - 櫻井武晴
- 音楽 - 池頼広
- 製作 - 平城隆司、鈴木武幸、水谷晴夫、都築伸一郎、山本晋也、岩本孝一、木下直哉、樋泉実、大辻茂、笹栗哲朗
- エグゼクティブプロデューサー - 桑田潔、白倉伸一郎
- Co.エグゼクティブプロデューサー - 大川武宏
- プロデューサー - 松本基弘、伊東仁、遠藤英明、西平敦郎、土田真通
- アソシエイトプロデューサー - 岸本隆宏
- ラインプロデューサー - 今村勝範
- 共同プロデューサー - 香月純一
- 撮影 - 笹村彰
- 照明 - 泉田聖
- 美術 - 近藤成之
- 録音 - 田村智昭
- 編集 - 只野信也
- 装飾 - 山岸正一
- 整音 - 藤沢信介
- 音響効果 - 大野義彦
- スクリプター - 目黒亜希子
- 助監督 - 安養寺工
- 制作担当 - 金井光則
- 音楽プロデューサー - 津島玄一
- 宣伝プロデューサー - 孤嶋健二郎
- 製作プロダクション - 東映東京撮影所、東映テレビ・プロダクション
- 配給 - 東映
- 製作 - 「相棒シリーズ X DAY」パートナーズ（テレビ朝日、東映、トライサム、小学館、朝日放送、メ〜テレ、北海道テレビ放送、広島ホームテレビ、九州朝日放送）

## Blu-ray / DVD
2013年11月2日発売。発売元はテレビ朝日、販売元はハピネット。そのため、『相棒』シリーズでジェネオンレーベルとは関わらなかったのは本作が初である。
- 相棒シリーズ X DAY（2枚組）
  - ディスク1：本編ディスク
  - ディスク2：特典DVD
    - メイキング
    - キャストインタビュー（川原和久 / 田中圭）
    - イベント映像集（完成披露舞台挨拶 / 初日舞台挨拶 / 大ヒット御礼舞台挨拶）
    - 特報・劇場予告編集・TVスポット集

  - 初回限定特典
    - ブックレット
    - 特製アウターケース

## テレビ放送
| 回数 | テレビ局   | 番組名（放送枠名） | 放送日         | 放送時間      | 放送分数 | 視聴率 |
| ---- | ---------- | ------------------ | -------------- | ------------- | -------- | ------ |
| 1    | テレビ朝日 | 日曜洋画劇場       | 2013年12月22日 | 21:00 - 23:10 | 130分    | 14.7%  |
| 2    | テレビ朝日 | 日曜洋画劇場       | 2014年4月27日  | 21:00 - 23:10 | 130分    | 14.7%  |
| 3    | テレビ朝日 | 日曜洋画劇場       | 2015年4月12日  | 21:00 - 23:10 | 130分    | 11.4%  |
| 4    | テレビ朝日 | （なし）           | 2020年1月8日   | 20:00 - 22:04 | 124分    | 12.4%  |

- 視聴率はビデオリサーチ調べ、関東地区・世帯・リアルタイム。